# Samuel Sadorf
Samuel Sadorf (* 29. November 2000) ist ein deutscher Volleyballspieler.

## Karriere
Sadorf begann seine Karriere 2010 beim ASV Dachau. In der Saison 2019/20 spielte er mit dem TSV Herrsching in der ersten Liga. Mit Dachau schaffte der Außenangreifer in der Saison 2022/23 den Aufstieg in die erste Liga. In der Saison 2023/24 unterlagen die Dachauer im DVV-Pokal-Achtelfinale und verpassten als Tabellenneunter der Bundesliga-Hauptrunde die Playoffs.